# مسیر حاجیان شامی
مسیر حاجیان شامی قدیمی‌ترین جاده‌ای است که کاروان‌های زائران مسلمان پس از جاده مکه/مدینه از آن استفاده می‌کردند و در اوایل دوره اسلامی به جاده عتابوکیه معروف بود. این مسیر دمشق را به مدینه متصل می‌کند و طول آن ۱۳۰۷ کیلومتر است و از چندین اردوگاه و ایستگاه می‌گذرد که مهم‌ترین آنها عبارتند از: حج، تبوک، الاخضر، المعظم، الاقرا، ال. -حجر، و الاولا. این مسیر مورد توجه خلفا و فرمانروایان مسلمان در دوره‌ها و ادوار مختلف اسلامی قرار گرفت که بسیاری از اصلاحات، ساخت و سازها و تغییرات متعدد از جمله ایجاد استخر، مخازن، کانال‌ها، قلعه‌ها، مساجد، پل‌ها، بازارها و غیره را انجام دادند. در امتداد مسیر کتیبه‌های متعدد و نوشته‌های یادبود اسلامی وجود دارد. 